# Palacio del Marqués de Santa Cruz (Madrid)
El Palacio del Marqués de Santa Cruz es una antigua casa-palacio ubicada en Madrid (España). Actualmente es sede de la Fundación Álvaro de Bazán, primer marqués de Santa Cruz, así como la residencia principal del actual marqués y de los duques de Palata.

## Historia
Inicialmente construido en un solar adquirido por el conde de Superunda (José Antonio Manso de Velasco) en la actual calle de San Bernardino, fue diseñado en 1768 por el arquitecto Antonio Plo, al que se añadió posteriormente en 1774 una portada neoclásica obra de Juan Agustín López Algarín. Responde a la tipología de casa-palacio típica del siglo XVIII. El edificio sufrió reformas en 1870 pasando a propiedad del marqués de Santa Cruz, Francisco de Borja de Silva-Bazán y Téllez-Girón en 1879. Las reformas fueron realizadas por el arquitecto Juan José Sánchez Pescador. Tras la reforma el edificio aparece en el acervo popular del siglo XIX con el nombre su dueño: 'Palacio del Marqués de Santa Cruz'. En la década de 1980 el edificio se remodeló por segunda vez en el interior para transformarlo en un edificio de viviendas, pero conservando las fachadas, tal cual quedaron después de su última reforma en 1870. 
Durante la Guerra Civil la casa fue confiscada y sufrió algunos daños, apreciándose orificios de bala en la capilla del palacio. Con el fallecimiento de Casilda de Silva y Fernández de Henestrosa en 2008 y por deseo de esta, la casa comenzó a abrirse al público de forma restringida. El edificio es sede de la Fundación Don Álvaro de Bazán, que custodia el archivo familiar del marquesado de Santa Cruz.